# بیریوچ
شهر بیریوچ (به روسی: Бирюч) در کشور روسیه و در اوبلاست بلگورود واقع شده‌است.